# Actinopteri
Actinopteri — таксон, що є сестринською кладою до Cladistia в складі класу Променепері риби (Actinopterygii). З'явились у пермський період. Включають 2 підкласи: Хрящові ганоїди (Chondrostei) та Новопері (Neopterygii). До складу Actinopteri входять усі сучасні променепері, за винятком багатоперих.
Наведена нижче кладограма підсумовує еволюційні зв'язки основних груп сучасних Actinopteri на основі кількох джерел:

| Holostei (кісткові ганоїди) | \| Ginglymodi \| Lepisosteiformes (панцирникоподібні) \| \| \| Lepisosteiformes (панцирникоподібні) \| \| Halecomorphi \| Amiiformes (амієподібні) \| \| \| Amiiformes (амієподібні) \| |
|                             | \| Ginglymodi \| Lepisosteiformes (панцирникоподібні) \| \| \| Lepisosteiformes (панцирникоподібні) \| \| Halecomorphi \| Amiiformes (амієподібні) \| \| \| Amiiformes (амієподібні) \| |
|                             | Teleostei (Костисті риби) |
|                             | |
| Ginglymodi                  | Lepisosteiformes (панцирникоподібні) |
|                             | Lepisosteiformes (панцирникоподібні) |
| Halecomorphi                | Amiiformes (амієподібні) |
|                             | Amiiformes (амієподібні) |

| Ginglymodi   | Lepisosteiformes (панцирникоподібні) |
|              | Lepisosteiformes (панцирникоподібні) |
| Halecomorphi | Amiiformes (амієподібні)             |
|              | Amiiformes (амієподібні)             |

| Holostei (кісткові ганоїди) | \| Ginglymodi \| Lepisosteiformes (панцирникоподібні) \| \| \| Lepisosteiformes (панцирникоподібні) \| \| Halecomorphi \| Amiiformes (амієподібні) \| \| \| Amiiformes (амієподібні) \| |
|                             | \| Ginglymodi \| Lepisosteiformes (панцирникоподібні) \| \| \| Lepisosteiformes (панцирникоподібні) \| \| Halecomorphi \| Amiiformes (амієподібні) \| \| \| Amiiformes (амієподібні) \| |
|                             | Teleostei (Костисті риби) |
|                             | |
| Ginglymodi                  | Lepisosteiformes (панцирникоподібні) |
|                             | Lepisosteiformes (панцирникоподібні) |
| Halecomorphi                | Amiiformes (амієподібні) |
|                             | Amiiformes (амієподібні) |

| Ginglymodi   | Lepisosteiformes (панцирникоподібні) |
|              | Lepisosteiformes (панцирникоподібні) |
| Halecomorphi | Amiiformes (амієподібні)             |
|              | Amiiformes (амієподібні)             |